# Shin Ji-min
Shin Ji-min (hangul: 신지민), även känd som Jimin, född 8 januari 1991 i Seoul, är en sydkoreansk sångerska, rappare och låtskrivare.
Hon har varit medlem i den sydkoreanska tjejgruppen AOA sedan gruppen debuterade 2012. Hon har varit med och skrivit text till flera av gruppens låtar. Jimin släppte sin första solosingel "Call You Bae" den 3 mars 2016.

## Diskografi

### Singlar
| År   | Titel                           | Topplacering          |
| År   | Titel                           | Sydkorea (Gaon Chart) |
| ---- | ------------------------------- | --------------------- |
| 2015 | "T4SA" (med MC Meta & Nuck)     | 50                    |
| 2015 | "Good Start" (med Lim Seul-ong) | 2                     |
| 2015 | "Puss" (med Iron)               | 1                     |
| 2015 | "God" (med J.Don)               | 38                    |
| 2015 | "Yahae" (av Kang Min-hee)       | 80                    |
| 2016 | "Call You Bae" (ft. Xiumin)     | 5                     |